# Хрущ волосистый восточный
Хрущ волосистый восточный (лат. Anoxia orientalis) — жук подсемейства хрущи, из семейства пластинчатоусых.

## Описание
Длина тела 24—32 мм. Тело продолговатое, довольно выпуклое. Усики 10-члениковые, у самца с небольшой прямой 5-члениковой булавой, У самки — булава маленькая 4-членикова.
Голова, переднеспинка и щиток в желтых или жёлто-белых чешуйках. Переднеспинка с тупыми передними и более округленными задними углами. Лоб и темя покрыты густыми желтыми волосовидными чешуйками и густыми, также желтыми, довольно длинными торчащими волосками. Переднеспинка поперечная, довольно выпуклая, кпереди сужена сильнее, чем кзади, покрыта густыми крупными точками, в которых сидят желтые прилегающие волосовидные чешуйки.
Надкрылья вытянутые, параллельные, с 3 довольно слабыми ребрами, покрытые слабыми точками и морщинками, с прилегающими чешуйками двух цветов: тонкими густыми желтыми, равномерно рассеянными и более крупными белыми, которые группированы в виде пятен, собранных в виде трех неправильных полос.
Грудь и густых длинных желтых волосках. Брюшко покрыто густыми короткими прилегающими мелкими беловато-желтыми волосками. Ноги довольно сильные, их бедра покрыты желтыми волосками и белыми чешуйками.

## Личинка
Личинки обитают в почве, питаясь корнями различных травянистых и деревянистых растений, без некой узкой пищевой специализации.

## Ареал
Встречается на юге Измаильской области, по побережью Чёрного моря от Одессы до Очакова, по берегам приморских лиманов, далее по Черноморскому побережью, вверх по Днепру проникает очень недалеко вглубь и встречается лишь на песчаных аренах. В Крыму встречается в Евпатории и Саки. Также обитает в Европе — Австрия, Венгрия, Румыния, Болгария, Греция — и значительной части Малой Азии, Сирия и Палестина.